# کسیک (قره‌تاش)
کسیک (به ترکی استانبولی: Kesik) یک منطقهٔ مسکونی در ترکیه است که در قره‌تاش (شهر) واقع شده‌است.